# نانیوا-کیو
نانیوا-کیو (به ژاپنی: 難波京 Naniwa-kyō)، پایتخت تاریخی ژاپن است که در شهر مرکزی اوساکای کنونی بر آن واقع شده است.
آثاری از قصر نانیوا ناگارا-تویوساکی در نانیوا در سال ۱۹۵۷ یافت شد. از طریق کاوش‌های جدیدتر، وجود یک شهر حداقل برای دوره دوم در قرن هشتم تأیید شد.